# Brunner Motor Car Company
Brunner Motor Car Company war ein US-amerikanischer Hersteller von Kraftfahrzeugen.

## Unternehmensgeschichte
A. L. Dixon, C. P. Miller und B. S. Morden gründeten das Unternehmen im November 1909. Der Sitz war in Buffalo im US-Bundesstaat New York. 1910 begannen sie mit der Produktion von Automobilen und Nutzfahrzeuge, wobei letztere wichtiger waren. Der Markenname lautete Brunner. Im gleichen Jahr endete die Produktion.

## Fahrzeuge
Das einzige Modell war ein Highwheeler. Das Fahrgestell hatte 229 cm Radstand. Die Vollgummireifen waren vorne 36 Zoll und hinten 38 Zoll groß. Ein Zweizylindermotor mit 16 PS Leistung trieb über ein Planetengetriebe und eine Kardanwelle die Hinterachse an. Ungewöhnlich war, dass es für jeden der beiden Zylinder einen eigenen Schalldämpfer gab. Die Personenkraftwagen waren als Tourenwagen karosseriert. Daneben gab es leichte Nutzfahrzeuge auf gleicher Basis.